# Mars (Pennsylvania)
Mars ist ein Borough im Butler County im US-Bundesstaat Pennsylvania. Das U.S. Census Bureau hat bei der Volkszählung 2020 eine Einwohnerzahl von 1.458 ermittelt. Mars liegt etwa auf halbem Weg zwischen Butler und Pittsburgh in einem Tal entlang des Breakneck Creek.
Als Touristenattraktion gilt die in den 1980er Jahren errichtete Skulptur Flying Saucer in Gestalt einer Fliegenden Untertasse.

## Geschichte
Die Siedlung wurde 1873 im Zusammenhang mit der Errichtung einer Getreidemühle und einer zugehörigen Poststation gegründet; letztere wurde Overbrook benannt. 1877 wurde die Ortschaft an das Eisenbahnnetz angeschlossen. Da die Eisenbahn-Betreibergesellschaft bereits an anderer Stelle eine Station „Overbrook“ betrieb, wurde die Ortschaft 1882 in „Mars“ umbenannt. Die Gründe für die Namenswahl sind nicht überliefert; es wird spekuliert, dass das Interesse der Ehefrau des Siedlungsgründers für Astronomie eine Rolle spielte, oder dass der Name die Verkürzung des Namens eines Freundes des Siedlungsgründers mit Namen Samuel Marshall sei.